# Comuna Savînți, Orjîțea
Savînți (în ucraineană Савинці) este o comună în raionul Orjîțea, regiunea Poltava, Ucraina, formată din satele Hrabiv și Savînți (reședința).

## Demografie
Componența lingvistică a comunei Savînți
     Ucraineană (98,08%)
     Rusă (1,92%)
Conform recensământului din 2001, majoritatea populației comunei Savînți era vorbitoare de ucraineană (98,08%), existând în minoritate și vorbitori de rusă (1,92%).